# Musikjahr 1411
Liste der Musikjahre

◄◄ | ◄ | 1407 | 1408 | 1409 | 1410 | Musikjahr 1411 | 1412 | 1413 | 1414 | 1415 | ►

Weitere Ereignisse
Dieser Artikel behandelt das Musikjahr 1411.

## Ereignisse und Personalia

### Heiliges Römisches Reich

#### Hochstift Cambrai
- Jean Hanelle ist bis zum 24. Juni Petit Vicaire an der Kathedrale von Cambrai. Danach tritt er in den Dienst von Charlotte von Bourbon.[1] Er begleitet sie mit Giles Velut, der zuvor auch petit vicaire an der Kathedrale war, nach Zypern, wo sie am 25. August 1411 durch Heirat mit König Janus von Zypern in Nikosia Königin von Zypern wird.[2]

### Italienische Staaten

#### Herzogtum Mailand
- Ambrogio da Pessano wird Biscantor an der Kathedrale von Mailand.[3]

#### Republik Venedig
- Nicolaus Simonis ist von 1411 bis 1412 Maestro di Canto an der Kathedrale von Treviso.[4]

## Kompositionen und Schriften
- Guillaume Dufay erhält eine Kopie der Schrift Doctronale des Alexander de Villa Dei geschenkt.[5]

## Instrumentenbau
- In der Kathedrale von Lausanne wird eine Orgel errichtet.[6]